# Jamboree sur les ondes

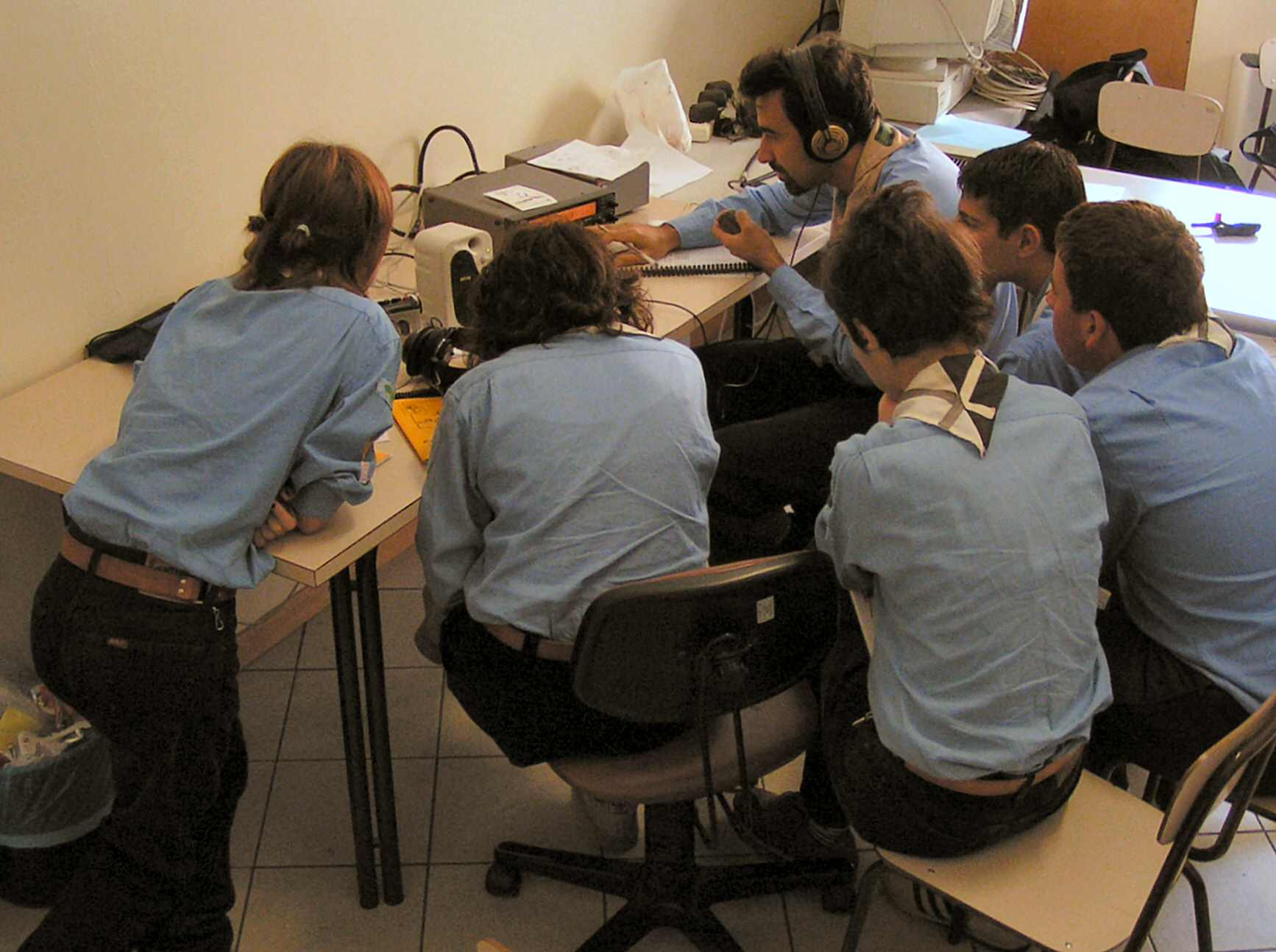
Scouts qui parlent à la Radio pendant le Jamboree On The Air

Le jamboree sur les ondes ((en) JOTA de Jamboree on the air) est un rassemblement scout mondial. Il réunit chaque année des radio-amateurs passionnés à travers le monde. Le premier JOTA a eu lieu en 1957 pour fêter le 50e anniversaire du scoutisme. Il a lieu le 3e week-end d'octobre, en même temps que le jamboree sur internet (JOTI).